# Пензенська провінція
Пензенська провінція — одна з провінцій Московського царства і з 1721 року Російської імперії.
Центр (адміністративний) провінції — місто Пенза. Провінція поділялася на дистрикти, пізніше, у 1727 році все дистрикти в Росії перейменовані в повіти. Провінції були скасовані 1775 року. До 1780-х років колишні провінції іменувалися округами.

## Історія
Раніше Сурський край (Посур'я) тривалий час не мав осілого населення, та являв собою ліс, лісостеп й дикий степ, якою кочували половці, потім калмики, азовські й кримські татари. На схід Надсур'я осіло жили мордва й мещера, що займалися лісовими промислами та землеробством.
Московський цар Іван Грозний та його наступники для захисту Московії від набігів іноземців і злодіїв влаштували Керенську, Верхньоломовську, Нижньоломовську, Інсар-Потізьку. Сарансько-Артеманську і Пензенську сторожові лінії (засічні межи), для чого вони розселяли московитських дворян, рядових однодворців (стрільці, городові козаки, засічні вартові, гармаші та інші) та влаштовували сторожові городища з фортецями. Пізніше фортеці були з'єднані між собою штучними валами, завалами, ровами і надовбами. Один з валів йшов від Пензи на Рамзай, Мокшан (мав дерев'яну фортецю з чотирма вежами, побудовану 1535 року), Ломов (заснований як острог у 1636 році, для захисту перевозу через Козляцький брід на перехресті шляхів з Дикого поля на Наровчат та Ідовської дороги) і Керенськ (1636 рік), а інший від передмістя Атемара на Саранськ (1641 рік) і Шешкеєв. У XVII сторіччі, на лінії також були побудовані Наровчат, Краснослободськ, Шешкеєв, Інсар (1647 рік) та інші слободи (укріплені містечка).
За наказом московського царя Петра I «Про устрій губерній і про визначення в них правителів», в 1709 році, до Казанської губернії приписана Пенза, а в 1719 році була утворена Пензенська провінція з Пензенського воєводства. До складу провінції були включені міста Пенза (з Рамзаєвським передмістям), Мокшан, Саранськ та інші. По ревізії 1710 року в провінції налічувалося 3,4 тисячі селянських дворів і 6,9 ясачних дворів. За даними 1733 року в Пензенській провінції було 129 653 мешканців, «покладених у подушний оклад».
У листопаді 1775 року поділ губерній на провінції було скасовано. 31 грудня 1780 року Пензенська провінція перестала існувати зі створенням Пензенського намісництва, у складі Верхньо-Ломовського, Городищенського, Інсарського, Керенського, Краснослободського, Мокшанського, Наровчатського, Нижньо-Ломовського, Пензенського, Саранського, Троїцького, Чембарського і Шишкеєвського повітів.

## Управління
На чолі провінції стояв воєвода, що підпорядковувся губернатору. Воєводи Пензенської провінції:
- Ф. С. Скобельцін,
- М. А. Оболдуєв[6],
- Н. А. Хвостов,
- Г. М. Бартеньєв,
- А. П. Жуков,
- А. А. Всеволозький,
- Є. П. Чемесов.

Вищим органом управління провінцією була провінційна канцелярія, в складі: секретар, 3 канцеляриста, 6 копіїстів, 2 сторожи. Функціонували митниця, Камергерська контора, кріпосна контора (реєстрація різних письмових актів (кріпостей) — купчих, про продаж і купівлю вотчин, закладених, духовних заповітів, боргових зобов'язань), кінська хата.